# Futur antérieur en français

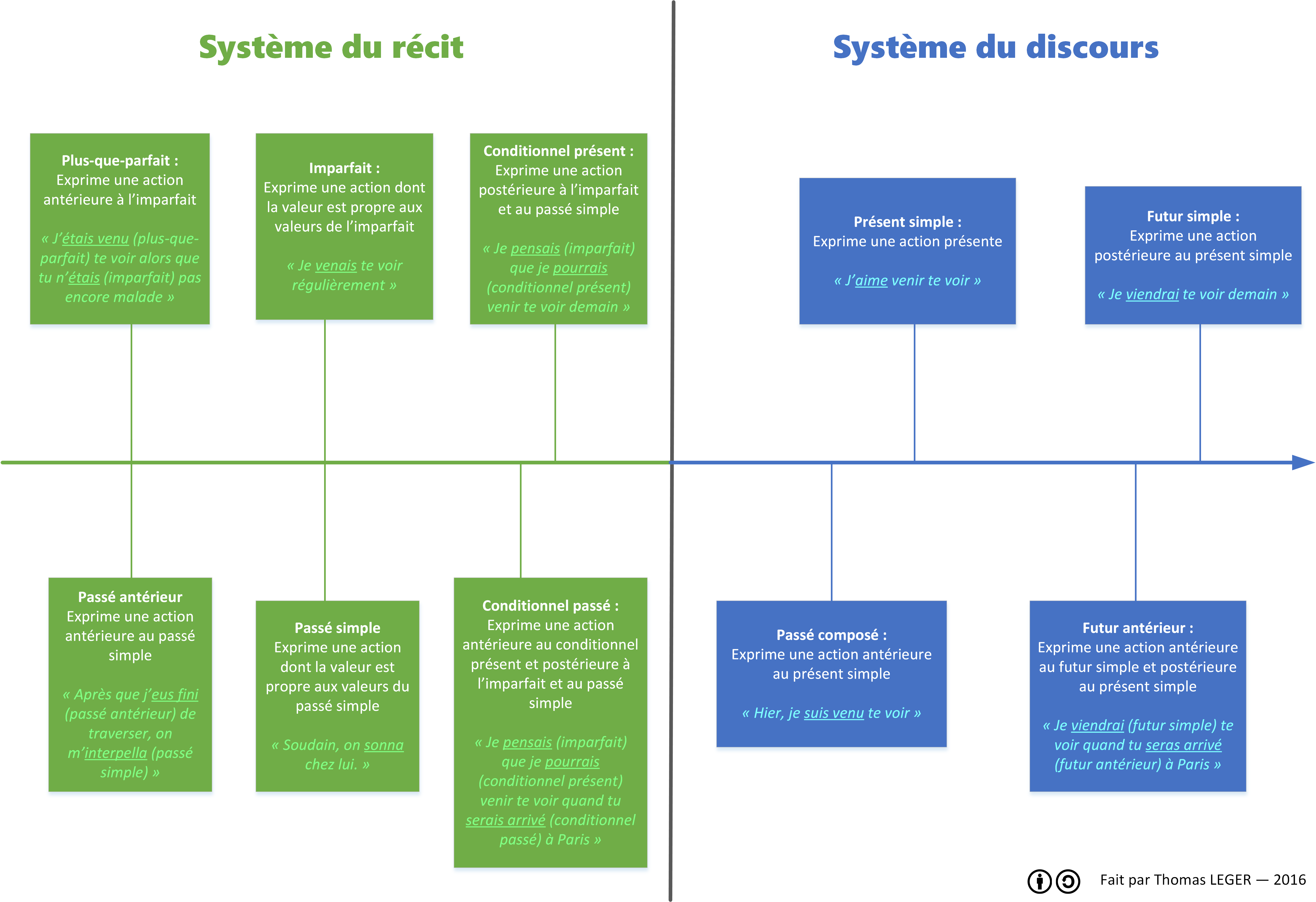
Fonctionnement des temps à l'indicatif.

Le futur antérieur est un tiroir verbal de la conjugaison des verbes français. C'est un temps composé du mode indicatif.

## Utilisation
Le futur antérieur peut exprimer :
- un fait considéré comme accompli dans le futur de manière certaine :
exemple : Dans cinq minutes, il aura terminé son assiette.
- un fait futur, antérieur à un autre présenté au futur simple :
exemple : Lorsque j'aurai mangé, je débarrasserai la table si vous le permettez.
- une hypothèse à propos d'un événement déjà passé :
exemple : Ils se seront encore égarés en ville.
- un récapitulatif, un bilan :
exemple : Toute sa carrière n'aura été qu'une longue suite de succès.

## Conjugaison
Le futur antérieur se construit avec l'auxiliaire être ou avoir (comme le passé composé) conjugué au futur simple suivi du participe passé du verbe.

### Verbes du premier groupe
- j'aurai chanté
- tu auras chanté
- il, elle, on aura chanté
- nous aurons chanté
- vous aurez chanté
- ils, elles auront chanté

### Verbes du deuxième groupe
- j'aurai fini
- tu auras fini
- il, elle, on aura fini
- nous aurons fini
- vous aurez fini
- ils, elles auront fini

### Verbes du troisième groupe
- j'aurai fait
- tu auras fait
- il, elle, on aura fait
- nous aurons fait
- vous aurez fait
- ils, elles auront fait

### Avoir
- j'aurai eu
- tu auras eu
- il, elle, on aura eu
- nous aurons eu
- vous aurez eu
- ils, elles auront eu

### Être
- j'aurai été
- tu auras été
- il, elle, on aura été
- nous aurons été
- vous aurez été
- ils, elles auront été